# Maximilian von Welsch
Johann Maximilian von Welsch (1671 - 15 de outubro de 1745) foi um arquiteto alemão, diretor de construção e mestre construtor de fortalezas.

## Vida
Maximilian von Welsch é considerado um representante proeminente da construção de fortalezas barrocas no Sacro Império Romano. Além disso, ganhou fama com a construção de vários palácios.
Von Welsch nasceu em Kronach, pertencente ao Príncipe-Bispado de Bamberg na época. Ele estudou construção durante suas viagens de educação inicial principalmente para capitais europeias como Viena, Roma e Paris. Lá ele estudou os edifícios de Johann Bernhard Fischer von Erlach, Francesco Borromini e François Mansart.
Ele foi feito um cavaleiro imperial com o título de Edler von Welsch por seus serviços à arquitetura por Carlos VI, Sacro Imperador Romano em 1714. 

### Opus
Desde 1695 esteve no serviço militar imperial e como engenheiro militar responsável pela construção de fortalezas. Em 1704, o arcebispo de Mainz Lothar Franz von Schönborn reconheceu sua boa reputação e empregou Welsch para a melhoria e ampliação da fortaleza de Mainz . Em Mainz, ele não foi apenas responsável pela construção da fortaleza, mas Lothar Franz von Schönborn também lhe atribuiu o projeto arquitetônico de sua residência de verão Favorite, em frente à confluência do rio Meno com o Reno. Von Welsch foi o engenheiro civil responsável e mestre construtor deste lugar. Em 1793 a Favorita foi destruída pelos prussianos durante o Cerco de Mainz.
Como o renomado arquiteto foi nomeado Alto Diretor de Construção do príncipe-eleitor de Mainz e de Bamberg (até 1729), ele foi responsável por muitas ampliações do palácio e novas construções. Juntamente com Johann Dientzenhofer - ambos tendo construído o Mainzer Favorite - participou na construção do Schloss Weißenstein em Pommersfelden, desde 1711, bem como na construção do bloco central do palácio Biebrich. Na Residência de Würzburg e na Fulda Orangerie Welsch trabalhava pelo menos como consultor. Devido aos seus edifícios, Welsch já era famoso em vida e havia sido amansado em 1714 em Viena pelo imperador.
Pelo menos desde a década de 1720, Maximilian von Welsch havia sido cada vez mais deslocado pelo ambicioso Balthasar Neumann, o mais renomado arquiteto barroco da Alemanha naquela época. Projetos já planejados foram assumidos por Neumann, mas estes foram executados apenas com fortes modificações ou totalmente redesenhados, como a igreja de peregrinação rococó Vierzehnheiligen. A Abadia de Amorbach (iniciada em 1742) pode ser rastreada até o projeto de von Welsch. Ele não podia experimentar para ver a conclusão do edifício. Ele morreu em Mainz.